# Ana Velika Komnena
Srednjovjekovna trapezuntska princeza Ana (grč. Άννα) (6. travnja 1357. - ?) bila je kraljica Gruzije, kći cara Aleksija III. i carice Teodore, unuka cara Bazilija i carice Irene te potomak Eudokije Paleolog i Irene Komnene.
Njezina je sestra bila princeza Eudokija.
Ana se trebala udati za princa Andronika Paleologa (kasnije Andronik IV. Paleolog). Ipak, do braka nije došlo.
U lipnju 1367., Ana se udala za gruzijskog kralja Bagrata V.; imala je samo 10 godina. Nije poznato kada je brak konzumiran. Bagratova je prva žena bila Anina rođakinja Helena Megala Komnena. Anu je u Gruziju pratila njezina baka Irena, kao i otac.
Ana je svom mužu rodila kralja Konstantina I. Gruzijskog.